# Саксбю
Са́ксбю (ест. Saxby küla, швед. Saxby) — село в Естонії, у волості Вормсі повіту Ляенемаа.

## Населення
Чисельність населення на 31 грудня 2011 року становила 4 особи.

## Географія
Село розташоване в північно-західній частині острова Вормсі.
Через населений пункт проходить автошлях 16131.

## Історія
З 1998 року село відновлено як окремий населений пункт.